# Kaê Guajajara
Kaê Guajajara, (Mirinzal, 10 de agosto de 1993), é uma cantora, compositora, atriz, autora e ativista indígena brasileira. Kaê é fundadora da Azuruhu, selo musical voltado ao desenvolvimento de artístas indígenas.

## Biografia
Kaê cresceu no complexo de favelas da Maré, no Rio de Janeiro, tendo deixado o Maranhão ainda criança porque as condições de vida de sua mãe não eram boas. “Vim de uma aldeia não demarcada, onde o conflito com os madeireiros era constante”, relembra. Lá, ela fundou um grupo de rap "Crônicos", que denunciava nas letras as violências vividas na comunidade. Ao seguir carreira solo, pensou em fugir das questões indígenas em seu trabalho, mas logo percebeu que sua arte poderia fazer alguma diferença. "Foi quando comecei a pensar e escrever sobre todas as violências sofri como mulher indígena no contexto urbano", diz.

## Carreira
Unindo hip hop, instrumentos tradicionais e elementos de sua língua materna Ze'egete ("a fala boa"), Kaê faz música sobre a realidade dos povos indígenas urbanizados e o apagamento das identidades indígenas. Referente ao processo de escrita a artista revelou “Eu sonho, gravo no meu celular a melodia que veio e com todas as coisas que eu já tinha escrito”, Para as letras, ela anota casos de preconceito que vive no dia a dia. “Quando tenho que preencher alguma coisa e só dão as opções ‘pardo, branco, preto’, por exemplo”.
Seu primeiro EP foi Hapohu lançado em 2019, em um vídeo no YouTube, a página descreve o EP com as seguintes palavras: “Tecendo uma linha entre ancestralidade e futurismo indígena, Hapohu vem quebrando o silêncio e as correntes impostas pelo racismo e a colonização, trazendo à tona gritos de resistência que atravessam e ecoam meio milênio. Uma ótima oportunidade disponível em vários meios digitais para conscientizar não indígenas sobre quem são os verdadeiros donos dessa terra e a que pé estamos.” No ano de 2020 lançou dois EPs, o primeiro Uzaw em janeiro e Wiramiri em setembro, o segundo gira em torno do autocuidado, do amor-próprio, da resistência indígena e da pandemia de COVID-19.
Foi uma das atrações musicais da cerimônia de entrega do Prêmio Sim à Igualdade Racial 2023, ao lado de BK', Owerá, MC Soffia, Linn da Quebrada, Liniker e Jonathan Ferr.
Kaê foi vencedora do Prêmio Arcanjo de Cultura na categoria melhor álbum "Kwarahy Tazyr" ("Filha do Sol") em 2021, foi indicada como melhor show do ano pelo Womens Music Event nos anos de 2022 e 2023, foi mencionada na Forbes Mulher entre as 10 novas e promissoras cantoras brasileiras.
Em 2022, a artista lançou o primeiro álbum visual indígena da música brasileira, Kwarahy Tazyr. É autora do livro "Descomplicando com Kaê Guajajara – O que você precisa saber sobre os povos originários e como ajudar na luta antirracista", a ser lançado em 2024 pelo Grupo Editorial Record, Selo BestSeller.
Kaê foi homenageada pela câmara municipal do Rio de Janeiro em 2021 e pela prefeitura do Rio de Janeiro em 2023 como "amigos da juventude carioca" sendo préstimos à Azuruhu, selo musical fundado pela artista e co-fundado por Kandu Puri para o desenvolvimento e lançamento de novos artistas indígenas, Moção pela Vereadora Mônica Benício na Câmara Municipal do Rio de Janeiro pelo reconhecimento da relevância de atuação no território de favelas e na construção de outra perspectiva favelada.

## Discografia

### EP
- Hapohu, 2019
- Uzaw, 2020
- Wiramiri, 2020

### Álbum de estúdio
- Kwarahy Tazyr, 2021
- Visual Kwarahy Tazyr, 2022
- Zahytata, 2023
- Forest Club 2024

### Participações
- Pandemia: Kaê Guajajara e Kandu Puri, 2020
- Vênus em Câncer: Kaê Guajajara, Wescritor, Kandu Puri, 2020
- Minha Força: Kaê Guajajara, Canário Negro, Nelson D, 2020
- Asas: Kaê Guajajara e Nelson D, 2020
- Amor Indígena: Kaê Guajajara e Kandu Puri, 2021
- Barriga de Peixe: MULAMBA e Kaê Guajajara, 2022
- Liberdade: Jonathan Ferr, Kaê Guajajara e Devaneio beatz, 2023
- Kurumi Kaluana: Tropkillaz, Different J, Kaê Guajajara, OWERÁ, 2023 (trilha de abertura de “No Limite - Amazônia”, da Rede Globo)

## Ligações Externas
- Kaê Guajajara no Twitter
- Kaê Guajajara no Facebook
- Kaê Guajajara no Instagram
- Kaê Guajajara no Tik Tok
- Kaê Guajajara no Youtube
- Kaê Guajajara no Deezer
- Kaê Guajajara no Spotify
- Kaê Guajajara na Amazon Music
- Kaê Guajajara no Apple Music
- Kaê Guajajara no Youtube Music